# Peder Marius Drejer
Peder Marius Drejer, född 18 juli 1853 i Trondheim, död 1 november 1920 på Dystingbo vid Hamar, var en norsk läkare.
Drejer blev student 1871 och candidatus medicinæ 1878. Efter att fullföljt sin hospitalsutbildning verkade från 1880 som praktisk läkare på olika platser på landsbygden. Åren 1890–93 var han förste underläkare på barnbördshuset i Kristiania, var även senare bosatt i huvudstaden och tog 1895 doktorsgraden på avhandlingen Om Tvillinger och blev 1906 lärare vid barnmorskeskolan. 
Förutom ovannämnd doktorsavhandling skrev Drejer en rad avhandlingar i obstetriska ämnen, främst i "Tidsskrift for den norske Lægeforening". Han utgav en lärobok för barnmorskor (1906) och deltog i diskussionen om deras utbildning.